# 2018 en Norvège
Chronologie de la Norvège
- 2014
- 2015
- 2016
- 2017
- 2018
- 2019
- 2020
- 2021
- 2022

Cet article présente les faits marquants de l'année 2018 en Norvège ou relatifs à la Norvège.

## Gouvernance
- Harald V est roi de Norvège.
- Erna Solberg est la cheffe du gouvernement.

## Événements
- Le Prix Nobel de la paix est décerné à Denis Mukwege et à Nadia Murad.

## Sport
- La 8e édition du Tour de Norvège a eu lieu du 16 mai 2018 au 20 mai 2018. La course fait partie du calendrier UCI Europe Tour 2018 en catégorie 2.HC.
- Le Tour des Fjords 2018 est la dixième édition du Tour des Fjords, une compétition cycliste sur route masculine disputée en Norvège. Il se déroule du 22 au 24 mai 2018 entre Lindesnes et Egersund en Norvège. Il est composé de trois étapes pour une distance totale de 562 km.
- La saison 2018 du Championnat de Norvège de football est la 74e édition de la première division norvégienne. Les seize équipes s'affrontent au sein d'une poule unique, en matches aller-retour, à domicile et à l'extérieur. À l'issue de la saison, les deux derniers du classement sont relégués et remplacés par les deux meilleures formations de 1. divisjon, la deuxième division norvégienne. Le club classé 14e doit disputer un barrage de promotion-relégation face au vainqueur du tournoi accession de deuxième division.
- L'Arctic Race of Norway 2018 est la 6e édition de cette course cycliste masculine sur route. Elle lieu du 16 au 19 août 2018 en Norvège et fait partie du calendrier UCI Europe Tour 2018 en catégorie 2.HC.
- Le  meeting des Bislett Games 2018 se déroule le 7 juin 2018 au Bislett stadion d'Oslo, en Norvège. Il constitue la cinquième étape de la Ligue de diamant 2018.
- Le championnat de Norvège féminin de football 2018 est la 32e édition du championnat de Norvège féminin. Les douze meilleurs clubs de football féminin de Norvège sont regroupés au sein d'une poule unique, la Toppserien, où ils s'affrontent deux fois au cours de la saison, à domicile et à l'extérieur.
- La Norvège participe aux Jeux olympiques d'hiver de 2018 à Pyeongchang en Corée du Sud du 9 au 25 février 2018. Il s'agit de sa vingt-troisième participation à des Jeux d'hiver.
- La Norvège participe aux Jeux paralympiques d'hiver de 2018 à Pyeongchang, en Corée du Sud, du 9 au 18 mars 2018. Il s'agit de la douzième participation de ce pays aux Jeux paralympiques d'hiver, la Norvège ayant été présente à tous les Jeux.
- La 5e édition du Tour de Norvège féminin a lieu du 17 août au 19 août 2018. La course est la vingtième manche de l'UCI World Tour. Elle se déroule à Halden une semaine après l'Open de Suède Vårgårda, ville qui se trouve à deux cents kilomètres de là.

## Culture
- Blind Spot (en norvégien : Blindsone) est un film dramatique norvégien écrit et réalisé par Tuva Novotny et sorti en 2018
- Les Héritières (Las herederas) est un film réalisé par Marcelo Martinessi, sorti en 2018. C'est une coproduction entre le Paraguay, l'Allemagne, l'Uruguay, le Brésil, la Norvège et la France. Il s'agit du premier long métrage du réalisateur, et de la première apparition au cinéma pour son actrice principale, Ana Brun[1].
- Kinshasa Makambo est un film congolais (RDC) réalisé par Dieudo Hamadi, sorti en 2018.
- The Quake (Skjelvet, littéralement « le tremblement de terre »), ou Séisme au Québec, est un film catastrophe norvégien réalisé par John Andreas Andersen, sorti en 2018. Il s'agit de la suite du film The Wave (2015).
- Utøya, 22 juillet (Utøya 22. juli) est un film norvégien réalisé par Erik Poppe, et écrit par Anna Bache-Wiig et Rajendram Eliassen. Il est basé sur le massacre qui a eu lieu sur l'île d'Utøya le 22 juillet 2011, où l'université d’été de la Ligue des jeunes travaillistes a été prise pour cible par un terroriste d'extrême-droite.
- Wardi, également connu initialement sous son titre international The Tower (Tårnet en norvégien), est un film d'animation suédo-norvégio-français réalisé par Mats Grorud (en) et sorti en 2018. Il est centré sur des Palestiniens réfugiés au Liban depuis la création d'Israël en 1948.

## Naissances
- Naissance en Norvège en 2018

## Décès
- Décès en Norvège en 2018